# Kusonjei csata
A kusonjei csata (horvátul: Zasjeda u Kusonjama) egy kétnapos összecsapás volt, amelyet a horvátországi háború idején a Pakrác város melletti Kusonje faluban vívtak 1991. szeptember 8–9-én. A csata akkor kezdődött, amikor a horvát nemzeti gárda (horvátul: Zbor narodne garde - ZNG) egy szakaszára, amely felderítő járőrözést vegzett, horvátországi szerb erők csaptak le. A ZNG annak érdekében, hogy a csapdába esett szakaszt kimentse, erősítést vetett be, de az erősítés nem érte el őket. A szakasz túlélő tagjai mindaddig kitartottak, amíg el nem fogyott a lőszerük, és megadták magukat. Később fogvatartóik megölték, és tömegsírba temették őket.
A felderítő szakasz sorsáról hónapokig nem tudtak a horvát hatóságok, ami tovább növelte az amúgy is ingatag légkört Belovár városában, ahol az idevezényelt horvát egység eredetileg állomásozott. Ez a feszültség egy héttel később a Jugoszláv Néphadsereg (szerbül: Jugoslovenska Narodna Armija – JNA) belovári laktanyájának blokádjával és elfoglalásával végződött.
A két évvel később megtartott megemlékezésen egy taposóakna robbant, hárman meghaltak, mások pedig megsebesültek. A horvát hatóságok az esetet terrortámadásnak minősítették, és hozzájárult ahhoz, hogy a horvát kormány másnap megindítsa a „Medaki zseb” hadműveletet.

## Előzmények
1990 augusztusában felkelés tört ki Horvátországban, amelynek középpontjában a dalmát hátország Knin városa körüli, túlnyomórészt szerbek lakta részei, valamint a Lika, a Kordun és a Banovina régió egyes részei, köztük Gospić környéke, valamint Horvátország keleti, jelentős szerb lakossággal rendelkező települései voltak. Ezek a régiók az újonnan megalakult SAO Krajina (Krajinai Szerb Autonóm Terület) részei lettek. Az SAO Krajina Szerbiához való csatlakozási szándékának bejelentése azt eredményezte, hogy Horvátország kormánya a felkelést lázadásnak nyilvánította.
1991 márciusára a konfliktus Horvátország függetlenségi háborújává fajult, majd 1991 júniusában, Jugoszlávia felbomlásával Horvátország kikiáltotta függetlenségét. A függetlenségi nyilatkozat három hónapos moratóriumot követően október 8-án lépett hatályba. A december 19-én a Krajinai Szerb Köztársaságra (RSK) átkeresztelt SAO Krajina ezután etnikai tisztogató akciókat indított a horvát civil lakosság ellen.
A fokozódó feszültségek szabályozását nehezítette az SAO Krajina növekvő támogatása, amelyet a Jugoszláv Néphadsereg (JNA) nyújtott. A horvát rendőrség képtelen volt megbirkózni a helyzettel, ami 1991 májusában a Horvát Nemzeti Gárda (ZNG) létrehozásához vezetett. Miközben a horvátországi katonai konfliktus tovább eszkalálódott a ZNG katonai erővé fejlesztését megnehezítette az ENSZ szeptemberben bevezetett fegyverembargója. Augusztus 26-án megkezdődött a konfliktus addigi legnagyobb fegyveres összecsapása, a vukovári csata.
1991 elején Horvátországnak nem volt reguláris hadserege, ezért védelmének megerősítése érdekében megduplázta rendőri erői létszámát, mely így 20 000 főre nőtt. A haderő leghatékonyabb részét a tizenkét zászlóaljba szervezett, a katonai egységek szerepét átvevő, 3000 fős különleges rendőrség jelentette. Emellett 16 zászlóaljba és 10 századba területi alapon szervezett 9-10 000 tartalékos rendőr is rendelkezésre állt. A tartalékos erőnek nem volt fegyvere. A helyzet romlására reagálva a horvát kormány a különleges rendőrzászlóaljakat négy, összesen mintegy 8000 fős, a Honvédelmi Minisztérium alárendeltségében álló gárdadandárba összevonva májusban létrehozta a horvát nemzeti gárdát (Zbor narodne garde - ZNG), amelynek élén Martin Špegelj nyugalmazott JNA tábornok állt. Az addigra 40 000 fősre bővült regionális rendőrséget is a ZNG-hez csatolták, és 19 dandárba és 14 önálló zászlóaljba szervezték át. A gárdadandárok voltak a ZNG egyetlen olyan egységei, amelyek kézifegyverekkel teljesen fel voltak fegyverkezve. viszont az egész ZNG-ben hiányoztak a nehézfegyverek, és nem volt parancsnoki és irányító struktúra. A nehézfegyverek hiánya olyan súlyos volt, hogy a ZNG a múzeumokból és filmstúdiókból származó második világháborús fegyvereket próbálta rendszerbe állítani. Akkoriban a horvát fegyverkészlet 30 ezer külföldön vásárolt kézi lőfegyverből és 15 ezer, korábban a rendőrség tulajdonában lévő fegyverből állt. Ekkor a gárdadandárokba vezényelt állomány pótlására egy új, 10 000 fős különleges rendőri egységet hoztak létre.

## A csatához vezető események
Az első, márciusi pakraci összecsapást követően a várostól keletre, a Pakrác–Bučje–Pozsega úton átnyúló, túlnyomórészt szerbek lakta terület általában a horvát hatóságok ellenőrzése alatt maradt. Július elején a felkelés kiterjedt Pakrác és Pozsega városok közötti teljes területre, északra pedig a Papuk és a Bilo-hegység északi lejtőire. Ez a fejlemény azzal fenyegetett, hogy a Varasd–Eszék út horvátországi használatát megtiltja, mivel az Szalatnok közelében a szerb tüzérség hatótávolságán belülre esett. Miután a szerb lázadók kikiáltották a Nyugat-Szlavóniai Szerb Autonóm Területet (SAO Zapadna Slavonija), és kiterjesztették az ellenőrzésük alatt álló területet Okucsány városával, a Zágráb és Szlavónia közötti legjelentősebb közlekedési útvonalat, a Zágráb–Belgrád autópályát, Novszka és Újgradiska között elvágták. A Nyugat-Szlavóniai Szerb Autonóm Területet nem tartalmazott jelentősebb településeket. E hiányosság orvoslására a horvátországi szerb erők augusztus 19-én támadásba lendültek. Az offenzíva célja Grobosinc, Daruvár, Pakrac és Lipik városok elfoglalása, valamint Nyugat-Szlavóniai Szerb Autonóm Területet megszilárdítása volt. Az offenzíva a Zágrábból és Belovárból küldött horvát erősítés megérkezése után kudarcot vallott, de a frontvonal a négy város közvetlen közelében maradt.

## A csata lefolyása
Abból a célból, hogy megerősítsék a rendőrség védelmét a térségben, szeptember 2-án a ZNG Pakrácra vezényelte a 105. gyalogdandár 1. zászlóalját. Nyugat-Szlavóniában szeptember 3–4-én ismét fellángolt az erőszak, amikor két rendőrt és 21 civilt megöltve a szerb erők megtámadták a Szalatnoktól délre fekvő Četekovac, Čojlug és Balinci falvakat.
Szeptember 8-án az odavezényelt horvát egység felderítő szakasza azt a feladatot kapta, hogy harcjárművet használva derítse fel Kusonje falu környékét. A szakasz sokáig nem ütközött ellenállásba, de amikor elérte a falut szerb csapatok támadták meg. A szakasz felfegyverzett járműve működésképtelenné vált, ezért a ZNG katonák elhagyták, és egy közeli házban kerestek menedéket.
Amikor a horvát ZNG parancsnokság tudomást szerzett a csapdáról, újabb erőket vetett be a felderítő szakasz kivonására. A felmentő erő a ZNG egység többi tagjából, valamint az „Omega” különleges rendőri egységből, tartalékos rendőri állományból és a Verőcéből erkezett ZNG egységből állt. Az erősítés azonban nem tudta elérni a folyamatos harcban álló felderítő szakaszt, amelynek lőszere erősen fogyóban volt. A patthelyzet egészen szeptember 9-én reggelig tartott, amikor a szerb erők robbantással lerombolták a ház egy részét, amelyben a felderítő szakasz fedezéket keresett. A harcok során a felderítő szakasz tizenegy tagja életét vesztette, a megmaradt hétnek pedig kifogyott a lőszere, így megadták magukat a házat körülvevő szerb csapatoknak. Ezután foglyul ejtőik megölték őket.

## Következmények
A felderítő szakasz megerősítésére és kimentésére küldött haderő további veszteségeket szenvedett, így a horvát veszteség a harcokban és azok közvetlen következtében 20 halott volt. A felderítő szakasz sorsáról hónapokig nem tudtak a horvát hatóságok, illetve a katonák hozzátartozói, ami tovább növelte Belovár városában, ahol a 105. dandár eredeti állomáshelye volt az amúgy is ingatag légkört. Ez a feszültség egy héttel később, a belovári JNA laktanya blokádjával és elfoglalásával fegyveres összecsapássá eszkalálódott. A JNA tagadta, hogy tudomása lenne a horvát katonák sorsáról. Haláluk részletei csak 1991 decemberében váltak ismertté. A horvát erők december 30-án a Papuk–91 hadművelet során foglalták vissza Kusonjét, és 1992 januárjában exhumálták az elesettek holttesteit. A katonákkal együtt a Rakov Potok faluban található tömegsírból 23 civil holttestét is exhumálták. A katonákat 1992. február 5-én Belovárban újratemették. A JNA titkosszolgálati jelentései szerint a gyilkosságok megtorlásaként, az exhumálástól az újratemetésig 32 szerb tulajdonú házat romboltak le Belovárban.
Miután az ENSZ Védelmi Erői (UNPROFOR) megérkeztek a Vance-terv végrehajtására, és a harcok által érintett területek stabilizálása érdekében a politikai rendezés eléréséig tűzszünetet vezettek be, a területet demilitarizálták. A Pakrác–Pozsega út melletti terület, különösen Kusonje környékén, továbbra sem volt biztonságos. Az út mentén számos támadás volt, amelyek során halálos áldozatok és sérültek voltak. Ezek közé tartozott 1993. augusztus 5-én egy horvát rendőrjárőr elleni támadás, amelyben négy rendőr meghalt és további négy megsebesült. 1993 szeptemberében az 1991-es csata helyén a horvát hatóságok emléktáblát helyeztek el, és az esemény második évfordulója alkalmából koszorúzást terveztek. Szeptember 8-án 10:20-kor, miközben a ceremónia zajlott, a helyszínen egy taposóakna robbant, melynek következtében hárman meghaltak és tizenegyen megsebesültek. A sebesültek között volt az UNPROFOR egy argentin tagja is. A meggyilkoltak a ZNG 105. brigádjának tagjai voltak. A horvát hatóságok által terrorcselekménynek minősített incidens tüzérségi támadások és szabotázsok sorozatát vonta maga után, aminek következtében a horvát kormány a kialakult helyzettel szemben elvesztette türelmét. Ez nagyban hozzájárult a Medaki zseb hadművelet másnapi elindításához.
A horvát hatóságok a hadifoglyok 1991-es meggyilkolásával kapcsolatban négy személy indítottak eljárást, és 15-20 év börtönbüntetésre ítélték őket. Egy másik személyt, az 1993-as robbantással kapcsolatban állítottak bíróság elé, és 20 év börtönbüntetésre ítélték. 1998-ban Kusonjében az ott meggyilkolt katonák szülei kezdeményezésére megépült a Mária születése kápolna, és a kápolnánál elhelyezték a 23 elhunyt nevét tartalmazó emléktáblát. Az 1991-es és 1993-as eseményekről polgári és katonai képviselők részvételével évente megemlékeznek Kusonjében. 2014-ben „Broj 55” (55-ös szám) címmel az 1991-es kusonjei eseményeken alapuló játékfilmet mutattak be. A film címe annak a háznak a számára utal, ahol a ZNG szakasz 1991. szeptember 8–9-én menedéket keresett.

## Fordítás
Ez a szócikk részben vagy egészben  a   Battle of Kusonje című angol Wikipédia-szócikk ezen változatának fordításán alapul.  Az eredeti cikk szerkesztőit annak laptörténete sorolja fel. Ez a jelzés csupán a megfogalmazás eredetét és a szerzői jogokat jelzi, nem szolgál a cikkben szereplő információk forrásmegjelöléseként.